# Хальяла (волость)
Ха́льяла (эст. Haljala) — бывшая волость в Эстонии, в составе уезда Ляэне-Вирумаа.

## Географическое положение
Волость Хальяла находилась в восточной части Эстонии, в центральной части уезда Ляэне-Вирумаа. Помимо административного центра, посёлка Хальяла, в волость входили деревни Ааспере, Аасу, Аавику, Аукюла, Ванамыйза, Варангу, Выле, Идавере, Кандле, Кавасту, Кисувере, Кёлду, Кярму, Лихулыпе, Лийгусте, Пехка, Пыдрузе, Саусте, Татрузе, Эссу. Площадь волости Хальяла составляла 183,02 км². Численность населения в 2009 году — 2815 человек.

## История
Хальяла впервые упоминается в 1241 году в Датской поземельной книге под названием Halelæ (Халела). Построенная в XIV столетии церковь Хальяла является одной из достопримечательностей эстонской средневековой архитектуры и внесена в Государственный регистр памятников культуры Эстонии. Это сооружение представляет церковь-крепость с сигнальной башней, и представляла наблюдательный пост для замка в Раквере. Несмотря на то, что ныне здание находится в плохом состоянии, летом в нём по-прежнему проходят службы.

## Город-побратим
- Коммуна Шёнберг